# 堺市立福田小学校
堺市立福田小学校（さかいしりつ ふくだ しょうがっこう）は、大阪府堺市中区にある公立小学校。

## 沿革
堺市立東陶器小学校の学校規模が過大となってきたため、従来の同校の校区を分離して、1981年に開校した。
- 1981年4月1日 - 堺市立福田小学校として開校。

## 通学区域
- 堺市中区 陶器北の一部、深井畑山の一部、福田の一部。

卒業生は堺市立泉ヶ丘東中学校に進学する。

## 交通
- 南海高野線 北野田駅または同泉北線 深井駅から南海バス 西山下車 北へ500m。